# Diego Alonso Gómez
Diego Alonso Gómez (Argentina, 10 de marzo de 1972) es un actor argentino de cine, teatro y televisión. Es conocido por sus papeles en series y telenovelas.

## Cine
- Goyo (2024)
- Luz mala (2022)
- Togo (2022)
- Quemar las naves (2021)
- La sombra del gallo (2020) - Bellomo
- Pasaje de vida (2015) - Pinto
- Zanjas (2015) - Zamora
- La boleta (2013) - Lechuga
- Número 8 (2008) - Lorenzo
- Visitante de invierno (2006) - Pichi
- Agua (2006) - Jorge
- Crónica de una fuga (2006) - Lucas
- El 48 (2004) - Embarazado
- Humo del fusil (2004)
- Robinson interior (2003)
- Natural (no estrenada comercialmente) (2002)

## Televisión
| Año       | Título                         | Canal                | Papel                     | Notas              |
| --------- | ------------------------------ | -------------------- | ------------------------- | ------------------ |
| 1995      | La Nena                        | Canal 9              | Franco                    | Actuación especial |
| 1996      | Por siempre mujercitas         | Canal 9              | Tomas                     | Actuación especial |
| 1997      | Naranja y media                | Telefe               | Roki                      | Actuación especial |
| 1998      | La nocturna                    | El Trece             | Antonio                   | Elenco de reparto  |
| 1999      | Buenos vecinos                 | Telefe               | Nicolás                   | Actuación especial |
| 2000      | Okupas                         | Canal 7              | Sergio "El Pollo"         | Protagonista       |
| 2001      | Poné a Francella               | Telefe               | Gino                      | Actuación especial |
| 2001      | Cuatro amigas                  | Telefe               | Máximo                    | Actuación especial |
| 2002      | Rebelde Way                    | Canal 9 y América TV | Martín                    | Actuación especial |
| 2002      | Tumberos                       | América TV           | Jorge Artigas "Rada"      | Protagonista       |
| 2002      | Ciudad de pobres corazones     | América TV           | Ricardo                   | Elenco de reparto  |
| 2002      | 099 Central                    | El Trece             | Raúl                      | Elenco de reparto  |
| 2003      | Disputas                       | Telefe               | Fredy                     | Elenco de reparto  |
| 2004      | Los Roldán                     | Telefe               | Roberto Aguirre           | Elenco de reparto  |
| 2005      | 1/2 falta                      | El Trece             | El turco                  | Actuación especial |
| 2005      | Botines                        | El Trece             | Abel                      | Actuación especial |
| 2005      | Doble vida                     | América TV           | Tito                      | Actuación especial |
| 2005-2007 | La liga                        | Telefe               | Él mismo                  | Coconductor        |
| 2006      | Hermanos y detectives          | Telefe               | Secuaz                    | Actuación especial |
| 2007      | Mujeres asesinas 3             | El Trece             | Cristian                  |                    |
| 2007-2010 | Cárceles                       | Telefe               | Él mismo                  | Conductor          |
| 2008      | Mujeres asesinas 4             | El Trece             | Manuel                    | Actuación especial |
| 2011      | Maltratadas                    | América TV           | Poncho                    | Actuación especial |
| 2011      | Proyecto aluvión               | Canal 9              | Raldez                    | Actuación especial |
| 2012      | Presentes                      | TV Pública           | Papá de Estefi            | Actuación especial |
| 2013      | Taxxi, amores cruzados         | Telefe               | "El cobre"                | Elenco de reparto  |
| 2013      | Sos mi hombre                  | El Trece             | Garza "Garcés"            | Elenco de reparto  |
| 2013      | Farsantes                      | El Trece             | Amigo de Alberto          | Actuación especial |
| 2014      | Señores papis                  | Telefe               | Ezequiel torres           | Elenco de reparto  |
| 2015      | La casa                        | TV Pública           | Franco                    | Actuación especial |
| 2015      | Milagros en campaña            | Canal 9              | David                     | Actuación especial |
| 2015      | Conflictos modernos            | Canal 9              | Leandro                   | Actuación especial |
| 2016      | La leona                       | Telefe               | Fabián Suárez "el negro"  | Coprotagónico      |
| 2016-2017 | Por amarte así                 | Telefe               | Gastón Nuñez "el abogado" | Elenco de reparto  |
| 2017      | Cuéntame cómo pasó             | TV Pública           | Leopoldo                  | Elenco de reparto  |
| 2018      | Pasado de Copas: Drunk History | Telefe               | Lavalle                   | Elenco de reparto  |
| 2019      | Atrapa a un ladrón             | Telefe               | Raúl Villegas             | Elenco de reparto  |
| 2021      | Maradona, sueño bendito        | Amazon Prime Video   | Osvaldo                   | Elenco de reparto  |
| 2025      | En el barro                    | Netflix              | Don Alfonso               |                    |

## Videoclips
- Super Pom Pom ft Cucho & El Frances de Autenticos Decadentes (2020) - Gaspar OM
- Autorretrato (2012) - Ella es tan cargosa
- Resurrección (2010) - Ella es tan cargosa
- Calavera (2004) - La Mancha de Rolando